# مجرى تحتاني
مجرى تحتاني قرية سوريّة تتبع إداريّاً لمحافظة حلب منطقة منبج ناحية مركز منبج، بلغ تعداد سكانها 282 نسمة حسب التعداد السكاني لعام 2004.